# لورزهیل
لورزهیل (به انگلیسی: Lavers Hill) یک شهرک در استرالیا است که در ویکتوریا (استرالیا) واقع شده‌است.